# 陈之常
陈之常（1974年12月—），男，汉族，四川大竹人，中华人民共和国政治人物。现任中共内蒙古自治区党委常委、中共包头市委书记。

## 生平
1996年毕业于中国政法大学。曾任中共北京石景山区委副书记、区长。后转任中共淮安市委副书记，市长。2021年6月出任中共淮安市委书记。2023年1月任中共南京市委副书记、南京市人民政府市长。2025年7月出任中共内蒙古自治区党委常委、中共包头市委书记。